# Amateur Photographer
Amateur Photographer  est un magazine hebdomadaire anglais traitant de la photographie.
Depuis 1982, il est membre de l'European Imaging and Sound Association.

## À propos du magazine
Amateur Photographer a été publié pour la première fois le 10 octobre 1884 par Hazell, Watson et Viney, ce qui lui donne plus de 130 ans d'existence. Il s'est imposé comme le premier magazine hebdomadaire de photographie au monde. Certains des photographes les plus renommés, tels qu'Alfred Stieglitz, Frank Meadow Sutcliffe, David Bailey et Bob Carlos Clarke, ont écrit pour le magazine au fil des ans.
Ce magazine appartient désormais à Kelsey Media, qui l'a acquis (avec World Soccer) auprès de Future plc après que Future a racheté TI Media, l'ancien propriétaire du magazine. 

## Amateur Photographer of the Year (APOY)
L'APOY est un concours annuel organisé par Amateur Photographer et ouvert à tous ceux qui gagnent moins de 10 % de leur salaire annuel grâce à la photographie.
Chaque année, le concours se déroule sur une base mensuelle, chaque mois ayant un "thème" spécifique auquel les images doivent adhérer. Les juges de l'APOY réduisent ensuite les candidatures à une courte liste de 50. Les 30 meilleurs sont ensuite récompensés par des points et publiés dans le magazine ; les trois premières places sont récompensées par des prix offerts par Canon UK. Les 30 photographes ayant obtenu le plus de points sont inscrits dans le tableau de classement, qui est édité après chaque épreuve. À l'issue des dix épreuves, le photographe ayant obtenu le meilleur score dans le tableau de classement est couronné photographe amateur de l'année et remporte des bons d'achat d'une valeur de 5 000 livres sterling. 